# Daphnopsis dircoides
Daphnopsis dircoides är en tibastväxtart som beskrevs av Julian Alfred Steyermark. Daphnopsis dircoides ingår i släktet Daphnopsis och familjen tibastväxter. Inga underarter finns listade i Catalogue of Life.